# Ласіцкене Марія Олександрівна
Марія Олександрівна Ласіцкене (рос. Мари́я Алекса́ндровна Ласицкéне), до шлюбу Кучина (нар. 14 січня 1993) — російська легкоатлетка, яка спеціалізується в стрибках у висоту, чемпіонка Олімпійських ігор 2020 року, багаторазова чемпіонка світу та Європи. Капітан армії росії. 
Внаслідок допінгового скандалу у Всеросійській федерації легкої атлетики, Марія Ласіцкене з 2017 року виступає як «допущений спортсмен з нейтральним статусом» (англ. Authorized Neutral Athlete).
На чемпіонаті світу 2019 року втретє поспіль виборола «золото», на цей раз у протистоянні з українкою Ярославою Магучіх.
За підсумками сезону 2019 року була названа «Легкоатлеткою року в Європі» (англ. European Athlete of the Year).
Після фіналу Олімпійських ігор в Токіо у ЗМІ було чимало публікацій про те, що Марія Ласіцкене є чинним капітаном Збройних сил РФ
.
Чемпіонка Діамантової ліги сезону-2021 у стрибках у висоту.

## Виступи на основних міжнародних змаганнях
| Рік                                   | Змагання                                     | Місце проведення | Місце            | Результат        | Примітки         |
| Виступи за Росія                      | Виступи за Росія                             | Виступи за Росія | Виступи за Росія | Виступи за Росія | Виступи за Росія |
| ------------------------------------- | -------------------------------------------- | ---------------- | ---------------- | ---------------- | ---------------- |
| 2009                                  | Чемпіонат світу серед юнаків                 | Брессаноне       | 2                | 1.85 м           |                  |
| 2009                                  | Європейський юнацький олімпійський фестиваль | Тампере          | 2                | 1.85 м           |                  |
| 2010                                  | Юнацькі Олімпійські ігри                     | Сінгапур         | 1                | 1.89 м           |                  |
| 2011                                  | Чемпіонат Європи в приміщенні                | Париж            | кв9              | 1.92 м           |                  |
| 2011                                  | Чемпіонат Європи серед юніорів               | Таллінн          | 1                | 1.95 м           |                  |
| 2012                                  | Чемпіонат світу серед юніорів                | Барселона        | 3                | 1.88 м           |                  |
| 2013                                  | Командний чемпіонат Європи                   | Гейтсхед         | 1                | 1.98 м           |                  |
| 2013                                  | Універсіада                                  | Казань           | 2                | 1.96 м           |                  |
| 2014                                  | Чемпіонат світу в приміщенні                 | Сопот            | 1                | 2.00 м           |                  |
| 2014                                  | Командний чемпіонат Європи                   | Брауншвейг       | 1                | 1.95 м           |                  |
| 2014                                  | Чемпіонат Європи                             | Цюрих            | 2                | 1.99 м           |                  |
| 2015                                  | Чемпіонат Європи в приміщенні                | Прага            | 1                | 1.97 м           |                  |
| 2015                                  | Командний чемпіонат Європи                   | Чебоксари        | 1                | 1.99 м           |                  |
| 2015                                  | Чемпіонат Європи серед молоді                | Таллінн          | 12               | 1.71 м           |                  |
| 2015                                  | Чемпіонат світу                              | Пекін            | 1                | 2.01 м           |                  |
| Виступи за Допущені нейтральні атлети |                                              |                  |                  |                  |                  |
| 2017                                  | Чемпіонат світу                              | Лондон           | 1                | 2.03 м           |                  |
| 2018                                  | Чемпіонат світу в приміщенні                 | Бірмінгем        | 1                | 2.01 м           |                  |
| 2018                                  | Чемпіонат Європи                             | Берлін           | 1                | 2.00 м           |                  |
| 2019                                  | Чемпіонат Європи в приміщенні                | Глазго           | 1                | 2.01 м           |                  |
| 2019                                  | Чемпіонат світу                              | Доха             | 1                | 2.04 м           | [ 2 ]            |
| Виступи за Олімпійський комітет Росії |                                              |                  |                  |                  |                  |
| 2021                                  | Олімпійські ігри                             | Токіо, Японія    | 1                | 2.04 м           | SB               |
| Виступи за Європа                     |                                              |                  |                  |                  |                  |
| 2014                                  | Континентальний кубок                        | Марракеш         | 1                | 1.99 м           |                  |
| 2018                                  | Континентальний кубок                        | Острава          | 1                | 2.00 м           |                  |
| 2019                                  | Матчева зустріч Європа-США                   | Мінськ           | 3                | 1.98 м           |                  |